# Szandzsaj Dutt
Szandzsaj Dutt (1959, július 29.) Bollywood-i színész, politikus. Nargis Dutt és Sunil Dutt színészek gyermeke. Beceneve Szandzsu Baba (angolosan: Sanju Baba).

## Díjak

### Filmfare Awards
- 1992: Nomination, Best Actor for Saajan
- 1994: Nomination, Best Actor for Khal Nayak
- 2000: Winner, Best Actor for Vaastav: The Reality
- 2001: Nomination, Best Actor for Mission Kashmir
- 2003: Nomination, Best Supporting Actor for Kaante
- 2004: Winner, Best Comedian for Munna Bhai M.B.B.S.
- 2006: Nomination, Best Supporting Actor for Parineeta

### Awards of the International Indian Film Academy
- 2000: Winner, in category "Award for Artistic Excellence, Actor in a leading role" for Vaastav: The Reality
- 2001: Nomination, Best Actor for Mission Kashmir

### Star Screen Awards
- 2000: Winner, Best Actor for Vaastav: The Reality
- 2001: Nomination, Best Actor for Kurukshetra & winner, Best Supporting Actor for Mission Kashmir
- 2004: Nomination, Best Actor for Munna Bhai M.B.B.S.
- 2005: Nomination, Best Supporting Actor for Deewaar

### Stardust Awards
- 2004: Winner, Stardust Star of the Year Award – Male, Munna Bhai M.B.B.S.

## Filmek
- Anthony Kaun Tha (2007) … (announced) … Master Madan
- Untitled Soham Shah Project (2007) … (announced)
- Happy New Year (2007) … Shaghal (announced)
- Shootout at Lokhandwala (2006) … (announced)
- Jaan Ki Baazi (2006) (post-production)
- Nehle Pe Dehla (2006) (pre-production) … Johnny
- Eklavya: The Royal Guard (2006) (post-production)
- Lage Raho Munna Bhai (2006) … Murli Prasad Sharma (Munna Bhai)
- Anthony kaun Hai (2006) … Master Madan
- Tathastu (2006) …
- Zinda (2006) … Balajeet Roy
- Sarhad Paar (2006) (post-production) … Ranjeet Singh
- Mohabbat Ho Gayi Hai Tumse (2005) (post-production)
- Vaah! Life Ho Toh Aisi! (2005) … Yamaraj M.A.
- Ek Ajnabee (2005) … Special Appearance (Song)
- Shaadi No. 1 (2005) … Lukhwinder Singh (Lucky)
- Viruddh… Family Comes First (2005) … Ali
- Dus (2005) … S Dheer
- Parineeta (2005) … Girish Babu
- Tango Charlie (2005) … Squadron Leader Vikram Rathore
- Shabd (2005) … Lead Role
- Musafir (2004) … Billa
- Rakht: What If You Can See the Future (2004) … Rahul
- Deewaar (2004) … Khan
- Rudraksh (2004) … Varun
- Plan (2004) … Mussabhai
- Munna Bhai M.B.B.S. (2003) … Murli Prasad Sharma (Munna Bhai), Winner for Best Comedian
- LOC Kargil (2003) … Lt. Col. Y.K. Joshi
- Ek Aur Ek Gyarah (2003) … Sitara
- Kaante (2002) … Jay Rehan 'Ajju'
- Annarth (2002) … Iqbal Danger
- Hathyar (2002) … Rohit Raghunath Shivalkar
- Maine Dil Tujhko Diya (2002) … Bhai-Jaan
- Yeh Hai Jalwa (2002) (uncredited) … Shera (special appearance)
- Hum Kisi Se Kum Nahin (2002) … Munna Bhai
- Pitaah (2002) … Rudra
- Jodi No.1 (2001) … Jai
- Raju Chacha (2000) … Gafoor
- Kurukshetra (2000) … A.C.P Prithviraj Singh
- Mission Kashmir (2000) … SSP Inayat Khan
- Jung (2000) … Balli
- Chal Mere Bhai (2000) … Vicky Oberoi
- Baaghi (2000) … Raja
- Khauff (2000) … Anthony/Vicky/Babu
- Khoobsurat (1999) … Sanju (Sanjay Shastri)
- Vaastav: The Reality (1999) … Raghunath Namdev Shivalkar, Winner for Best Actor
- Haseena Maan Jaayegi (1999) … Sonu
- Safari (1999) … Captain Kishan
- Kartoos (1999) … Raja/Jeet Balraj
- Daag: The Fire (1999) … Captain Karan Singh
- Dushman (1998) … Major Suraj Singh Rathod
- Daud (1997) … Nandu
- Mahaanta (1997) … Sanjay 'Sanju' Malhotra
- Sanam (1997) … Narendra Anand
- Vijeta (1996) … Ashok
- Namak (1996)
- Andolan (1995) … Adarsh
- Jai Vikraanta (1995) … Vikranta
- Amaanat (1994) … Vijay
- Aatish (1994) … Baba
- Insaaf Apne Lahoo Se (1994) … Rajoo
- Zamane Se Kya Darna (1994)
- Gumrah (1993) … Jagan Nath (Jaggu)
- Kshatriya (1993) … Vikram Singh (Mirtagarh)
- Khal Nayak (1993) … Balaram Prasad "Ballu"
- Sahibaan (1993) … Prince Vijay Pal Singh
- Yalgaar (1992) … Vishal Singhal
- Sarphira (1992) … Suresh Sinha
- Sahebzaade (1992) … Raja
- Adharm (1992) … Vicky Verma
- Jeena Marna Tere Sang (1992)
- Saajan (1991) … Aman Verma/Sagar
- Do Matwale (1991) … Ajay Jamesbond 009
- Fateh (1991)
- Khoon Ka Karz (1991)
- Qurbani Rang Layegi (1991) … Raj Kishen
- Sadak (1991) … Ravi
- Yodha (1991) … Suraj Singh
- Thanedaar (1990) … Brijesh Chandar (Birju)
- Krodh (1990) … Vijay (Munna)
- Jeene Do (1990)
- Khatarnaak (1990) … Suraj 'Sunny'
- Tejaa (1990) … Tejaa/Sanjay
- Zahreelay (1990) … Raaka
- Ilaaka (1989) … Inspector Suraj Verma
- Do Qaidi (1989) … Manu
- Hathyar (1989) … Avinash
- Hum Bhi Insaan Hain (1989) … Bhola
- Kanoon Apna Apna (1989) … Ravi
- Mohabbat Ka Paigham (1989
- Taaqatwar (1989) … Inspector Sharma
- Mardon Wali Baat (1988) … Tinku
- Jeete Hain Shaan Se (1988) … Govinda
- Kabzaa (1988) … Ravi Varma
- Khatron Ke Khiladi (1988) … Raja
- Mohabbat Ke Dushman (1988) … Hisham
- Imandar (1987)
- Inaam Dus Hazaar (1987)
- Naam O Nishan (1987) … Inspector. Suraj Singh
- Naam (1986) … Vicky Kapoor
- Jeeva (1986) … Jeeva/Jeevan Thakur
- Mera Haque (1986) … Prince Amar Singh
- Do Dilon Ki Dastaan (1985) … Vijay
- Jaan Ki Baazi (1985)
- Zameen Aasmaan (1984)
- Mera Faisla (1984) … Raj Saxena
- Bekaraar (1983) … Shyam
- Main Awara Hoon (1983)
- Johnny I Love You (1982)
- Vidhaata (1982) … Kunal Singh
- Rocky (1981) … Rakesh/Rocky
- Reshma Aur Shera (1971) … Qawalli singer (child artist)